# الشريكان (مسلسل)
الشريكان مسلسل[ ؟ ] أردني[ ؟ ] إنتاج عام 1985.

## القصة
يتفق مرزوق وسمعة على تأسيس استراحة بهدف الاستثمار وجني الأرباح فينجحان تارة ويخفقان تارة أخرى بقالب كوميدي جميل.

## طاقم العمل
كان المسلسل من بطولة حسن إبراهيم بدور مرزوق وموسى حجازين بدور سمعة وإيمان هايل بدور السكرتيرة إيمان وأنور خليل بدور عباس ويوسف يوسف بدور المتر يوسف وسهير فهد بدور الاستقبال